# L’uke
L’uke ist ein deutsches Musiker-Duo aus Göttingen, bestehend aus der US-amerikanischen Sängerin Karin Reilly und dem deutschen Ukulelisten Daniel Adler. Das Duo covert Popmusik der 1980er Jahre und verwendet hierzu lediglich eine Ukulele und Gesang. Das Debütalbum L’uke Play Ukuleighties mit Rebel Yell von Billy Idol, Call Me von Blondie oder True Colors von Cyndi Lauper erschien 2012 bei Artfullsounds im Vertrieb von Cargo Records.  

## Diskografie
- 2012: L’uke play Ukuleighties